# Kumbarahalli, Sakleshpur
Kumbarahalli là một làng thuộc tehsil Sakleshpur, huyện Hassan, bang Karnataka, Ấn Độ.